# Zapovednik Kerzjenski
Zapovednik Kerzjenski (Russisch: Керженский государственный природный биосферный заповедник) is een strikt natuurreservaat gelegen in de oblast Nizjni Novgorod in het midden van Europees Rusland. De oprichting tot zapovednik vond plaats op 23 april 1993 per decreet (№ 360/1993) van de regering van de Russische Federatie en heeft een oppervlakte van 468,57 km². Ook werd er een bufferzone van 106,6 km² ingesteld. Op 16 december 2002 werd het reservaat toegevoegd aan de lijst van biosfeerreservaten onder het Mens- en Biosfeerprogramma (MAB) van UNESCO, als onderdeel van Biosfeerreservaat Nizjegorodskoje Zavolzje.

## Kenmerken
Zapovednik Kerzjenski is ligt circa 55 kilometer ten noordoosten van de stad Nizjni Novgorod en is gelegen aan de middenloop van de rivier Kerzjenets, een linkerzijrivier van de Wolga. Het gebied ligt op de rand van de zuidelijke taiga en gematigde boszone. Op de zandgronden bezetten dennenbossen niet minder dan 60% van het oppervlak. De grove den (Pinus sylvestris) domineert in deze bossen. Als gevolg van houtkap en bosbranden zijn van de oude dennenbossen nog slechts enkele fragmenten overgebleven. Vervolgens zijn berkenbossen de op een na meest vertegenwoordigde groep en bezetten ca. 35% van het bosoppervlak. Sporadisch zijn er ook fijnsparren (Picea abies) en zomereiken (Quercus robur) aanwezig. Daarnaast is de zwarte els (Alnus glutinosa) vooral langs riviervalleien, beekdalen en in moerasgebieden aanwezig. Een andere belangrijke biotoop in het gebied zijn de hoogvenen.

## Flora en fauna
In het jaar 2000 werden na een inventarisatie 593 soorten vaatplanten, 205 korstmossen, 160 mossen en 283 schimmels vastgesteld. Enkele soorten hiervan staan op de Russische rode lijst van bedreigde soorten, zoals de koraalwortel (Corallorhiza trifida), kapjesorchis (Neottianthe cucullata), leverbloempje (Anemone hepatica), rood bosvogeltje (Cephalanthera rubra) en dennenwolfsklauw (Huperzia selago).
In de bossen leven zoogdieren als eikelmuis (Eliomys quercinus), Siberische grondeekhoorn (Tamias sciurus), boommarter (Martes martes), das (Meles meles), wolf (Canis lupus), bruine beer (Ursus arctos), wild zwijn (Sus scrofa) en eland (Alces alces). Andere diersoorten die in Zapovednik Kerzjenski leven zijn bijvoorbeeld de moshommel (Bombus muscorum), apollovlinder (Parnassius apollo), korhoen (Lyryrus tetrix), groenpootruiter (Tringa nebularia), keep (Fringilla montifringilla) en bosgors (Emberiza rustica).